# 경남자영고등학교
경남자영고등학교(慶南自營高等學校)는 대한민국 경상남도 사천시 정동면 화암리에 있는 공립 고등학교이다.

## 학교 연혁
- 1952년 6월 1일 : 사천농업고등학교 개교(농업과 3학급)
- 1979년 9월 15일 : 자영농 육성을 위한 특수목적과 설치(자영농과)
- 1983년 2월 1일 : 자영과 기숙사 준공
- 1991년 9월 10일 : 경남농업계 고등학교 공동실습소 개소
- 1995년 9월 30일 : 학칙 변경(자영과 9학급), 특수목적고등학교로 지정
- 1996년 3월 1일 : 경남자영고등학교로 교명 변경
- 1997년 10월 20일 : 학칙 변경 (특수학급 1학급 증설)
- 2008년 2월 21일 : 정부 부처 지원에 의한 특성화고 육성 자율학교 지정
- 2010년 6월 29일 : 특수목적고등학교에서 특성화고등학교로 전환지정
- 2010년 8월 13일 : 본관건물 개축 완공
- 2017년 3월 13일 : 학급 증설 승인(2018학년도부터 3학급->4학급)
- 2017년 12월 27일 : 기숙사 리모델링
- 2019년 9월 27일 : 경남 농업계 고등학교 공동실습소 개축
- 2023년 7월 14일 : 학급 증설 승인(2024학년도부터 4학급 -> 5학급)
- 2024년 2월 16일 : 제71회 831명 졸업(졸업생 총수 8,159명)
- 2024년 9월 1일: 제23대 정선희 교장선생님 부임
- 2025년 3월 1일: 2025학년도 신입생 105명 입학

## 설치 학과
- 자영과-식물자원, 동물자원, 식품가공, 농산업기계 코스

## 참고 자료
- 경남자영고등학교 - 한국교육학술정보원 학교알리미